# Ciomăgești
Ciomăgești è un comune della Romania di 1 176 abitanti, ubicato nel distretto di Argeș, nella regione storica della Muntenia.
Il comune è formato dall'unione di 9 villaggi: Beculești, Bratia, Ciomăgești, Cungrea, Dogari, Fedelesoiu, Giuclani, Păunești, Rădutești.